# انتخابات سراسری جمهوری دومینیکن (۲۰۲۰)
انتخابات سراسری جمهوری دومینیکن (انگلیسی: 2020 Dominican Republic general election) در پنجم ژوئیه ۲۰۲۰ به منظور انتخاب رئیس‌جمهور، معاون رئیس‌جمهور و ۳۲ سناتور و ۱۹۰ نماینده مجلس قانونگذاری ملی برگزار شد. این انتخابات در ابتدا برای ۱۷ مه برنامه‌ریزی شده بود، اما به دلیل همه‌گیری کروناویروس به تعویق افتاد. این دومین انتخابات بعد از ۱۹۹۴ به‌شمار می‌رود که در آن تمامی سمت‌های انتخاباتی به‌طور همزمان انتخاب می‌شوند و اولین انتخابات در تاریخ دومینیکن به حساب می‌آید که در آن همه مقامات به‌طور همزمان و مستقیم انتخاب می‌شوند. اگر هیچ‌کدام از نامزدهای انتخابات ریاست جمهوری در دور نخست انتخابات برنده نشود، برای رقابت انتخاباتی به مرحله دوم می‌رود. رئیس‌جمهور فعلی، دانیلو مدینا، نمی‌تواند برای دور بعدی در این ا انتخاب شرکت کند، زیرا از سال ۲۰۱۲ دو دوره متوالی را پشت سر گذاشته‌است.
در پی اعلام نتایج آرا، لوئیز آبینادر نامزد حزب نوین انقلابی بر سایر رقیبان خود چیره شد و جانشین دانیلو مدینا گردید، رقبای او گونزالو کاستیو از حزب آزادی دومینیکن و لئونل فرناندز از حزب مردم شکست مقابل آبینادر را پذیرفتند.